# Hamza Al-Dardour
Hamza Al-Dardour est un footballeur international jordanien, né le 12 mai 1991 à Ar Ramtha. Il évolue au poste d'attaquant.

## Sélection nationale

### Buts en sélection
| Buts (3) en sélection de Hamza Al-Dardour au 21 mai 2012 | Buts (3) en sélection de Hamza Al-Dardour au 21 mai 2012 | Buts (3) en sélection de Hamza Al-Dardour au 21 mai 2012 | Buts (3) en sélection de Hamza Al-Dardour au 21 mai 2012 | Buts (3) en sélection de Hamza Al-Dardour au 21 mai 2012 | Buts (3) en sélection de Hamza Al-Dardour au 21 mai 2012 | Buts (3) en sélection de Hamza Al-Dardour au 21 mai 2012 | Buts (3) en sélection de Hamza Al-Dardour au 21 mai 2012 |
| no                                                       | Date                                                     | Sélection                                                | Lieu                                                     | Adversaire                                               | Évolution du score                                       | Résultat                                                 | Compétition                                              |
| -------------------------------------------------------- | -------------------------------------------------------- | -------------------------------------------------------- | -------------------------------------------------------- | -------------------------------------------------------- | -------------------------------------------------------- | -------------------------------------------------------- | -------------------------------------------------------- |
| 1                                                        | 18 mai 2012                                              | 13e                                                      | Stade Camille-Chamoun, Beyrouth                          | Liban                                                    | 0 - 1                                                    | 1 - 2                                                    | match amical                                             |
| 2                                                        | 18 mai 2012                                              | 13e                                                      | Stade Camille-Chamoun, Beyrouth                          | Liban                                                    | 0 - 2                                                    | 1 - 2                                                    | match amical                                             |
| 3                                                        | 26 mai 2012                                              | 14e                                                      | Stade international d'Amman, Amman                       | Sierra Leone                                             | 2 - 0                                                    | 4 - 0                                                    | match amical                                             |
| 4                                                        | 16 janvier 2015                                          | 34e                                                      | Stade rectangulaire, Melbourne                           | Palestine                                                | 2 - 0                                                    | 5 - 1                                                    | Coupe d'Asie 2015                                        |
| 5                                                        | 16 janvier 2015                                          | 34e                                                      | Stade rectangulaire, Melbourne                           | Palestine                                                | 3 - 0                                                    | 5 - 1                                                    | Coupe d'Asie 2015                                        |
| 6                                                        | 16 janvier 2015                                          | 34e                                                      | Stade rectangulaire, Melbourne                           | Palestine                                                | 4 - 0                                                    | 5 - 1                                                    | Coupe d'Asie 2015                                        |
| 7                                                        | 16 janvier 2015                                          | 34e                                                      | Stade rectangulaire, Melbourne                           | Palestine                                                | 5 - 0                                                    | 5 - 1                                                    | Coupe d'Asie 2015                                        |
| 8                                                        | 30 mars 2015                                             | 37e                                                      | Stade Prince Mohamed bin Fahd, Dammam                    | Arabie saoudite                                          | 1 - 1                                                    | 1 - 2                                                    | match amical                                             |